# Wichterich
Wichterich is een plaats in de Duitse gemeente Zülpich, deelstaat Noordrijn-Westfalen, en telt 902 inwoners (2006).